# 白壁爽子
白壁 爽子（しらかべ さわこ、1992年1月29日 - ）は、日本の声優、グラビアアイドル。山口県宇部市出身。RME所属。かつて、アイドル活動時には小森 紗羽（こもり さわ）名義を使用していた。

## 経歴
敬愛高等学校、慶應義塾大学文学部人文社会学科卒業。大学時代は国文学を専攻し、絵巻物の研究をしていたため、変体仮名解読を特技としている。在学中、卒業後には日本語学校で日本語教師としても働いていた。
アニメキャラクターとの結婚を夢見て、小学5年生の頃から声優を目指すようになる。高校卒業後に上京して、声優の勉強を始めるつもりだったが、芸能のために上京することについて両親から猛反対を受ける。良い学校に入れば上京を許可してもらえるだろうと思い、慶應義塾大学に入学し、4年間は学問を優先した。大学卒業後、声優養成所に2年間通い、RMEに所属。
Iカップの巨乳を武器に、声優を本業としつつ、グラビア活動にも進出している。きっかけは推しの女性タレントの同人誌即売会に行った時に、認知されるために「Iカップなんですけど、おっぱい触ってもらえますか」と触ってもらったこと。このことを知ったイメージビデオ制作会社からオファーされたのだという。
2023年10月には、『週刊プレイボーイ』創刊57周年企画「NIPPONグラドル57人」にグラビアニュージェネレーションの1人として掲載。

## 人物
- 趣味はうさぎと遊ぶ、料理やお菓子作り、エアガンをバーに撃ちにいく事、読書、アニメを見ること、カフェ巡り、動物を愛でること[2]。
- 特技はお芝居、外国人に日本語を教えること、変体仮名解読[2]。

## 出演

### テレビアニメ
- アズールレーン（2019年、アリゾナ）

### 吹き替え

#### 映画
- ライジング・フィアー - 女性社員[1]
- ハーフネルソン - レイチェル(ティナ・ホームズ)[1]
- ブリッジ・オブ・ヘル　独ソ・ポーランド東部戦線 - カーチャ、アガトカ[1]
- モンストラム/消失世界 - ルルの母親[1]
- ノー・サレンダー - ファタン、スティーブンの妻[1]

#### ドラマ
- PURGE（アイリーン 他）
- 12モンキーズ（アメリア 他）

#### アニメ
- フェ〜レンザイ -神さまの日常-（2023年）

### 外国テレビ番組（ボイスオーバー）
- Netflix「キャロルの小さなアドバイス」- レイニー、他(レギュラー)
- ディスカバリーチャンネル「逃走ドライバー」- ミッシェル
- ディスカバリーチャンネル「魅惑のアクアリウム」- ヘザー、他(レギュラー)
- ディスカバリーチャンネル「５つ子ベビー成長記」- パット、他

### ゲーム
- コンシューマーゲーム
  - アズールレーン クロスウェーブ（アリゾナ）
  - キングダムカム・デリバランス（バウアーの妻、他）
  - アトミックハート（Anya、他）

- アプリ
  - アズールレーン（アリゾナ、ジュノー）
  - 蒼青のミラージュ（ロドニー[8]）
  - ラストオリジン(アルマン枢機卿、C-79Gハベトロット）
  - クローバーシアター（アネモナ、カリヤ）
  - グラナド・エスパダ（主席団員ロドーレス）
  - 暁・天刃録（六花、他）
  - 三国武神伝（小喬）
  - 戯画三国志（董白）
  - ステラストーリア（聖騎士）
  - WINDSHIFT ～BLADE DANCING～（千草）
  - 封神ヒーローズ（竜吉公主）
  - 虚構少女-E.G.O-（フィア[9]、ミット）
  - ガールズサバイバー（リリア）
  - 神代夢華譚（太陽王フレア）
  - Zgirls（綾紗里子[1]）
  - 武装百姫（リーゼロッテ・コーシカ[1]）
  - 戦国ぼっち ～ぼっちが戦国の姫達と絶体絶命を逆転するパズル～（有貴姫[1][10]）
  - 僕とあの娘のバス釣りメモリーズ（りんか[1]）
  - 私たちつきあってるの？（夏海[1]）
  - 繚乱奇譚（女戦士[1]）
  - プロジェクト・シルバーウイング（M24[11]）
- PC
  - Project Nimbus（リン・シャン[1]）
  - star crusade（CV[1]）

### 舞台
- 戦場に散りし十字架と塩胡椒、最後に愛と/愛と哀しみの白衣 - サラ（主役）[1]
- 少女と世界の構造 - 小野寺ゆりか（脚本・演出兼）[1]

### ライブ・イベント
- 東京ゲームショウ2017「KLabGamesステージ」
- KLabGames「天空のクラフトフリートファン感謝祭2017」[12]
- あさがやドラム[要出典]
- 神田SOUND STAGE MIFA[要出典]
- 秋葉原Cypher[要出典]
- 秋葉原SIXTEEN[要出典]

### テレビ番組
- グラパー!ボクとおやすみ前のグラドルたち（2020年10月9日、BSスカパー!）

### ウェブ配信
- ニコニコ生放送
  - klabGames放送局 - 天クラガールズとして出演[1][13]
  - ゲームのがっこう - 天クラガールズとして出演[1]
  - しぎのあきら監督動物園物語オーディション[1]
- FRESH LIVE
  - クラ生 - 天クラガールズとして出演[1]

## 作品

### イメージビデオ
- 美ら爽々（2020年2月21日、竹書房）[14]
- さわにゃん（2020年6月20日、ラインコミュニケーションズ）[15]
- 甘い囁き（2023年5月31日、スパイスビジュアル）[16][17]
- メゾン爽子（2023年11月29日、スパイスビジュアル）[18]
- vs仮想エロス（2024年2月27日、エアーコントロール）[19]

### デジタル写真集
- 一味爽涼（2021年7月29日、CielazurLivres）
- 爽 -Sou-（2023年4月28日、プレステージ出版、撮影：comeme.）[20]

### 音楽CD
- シングル「ちゅるりらぶ」（小森紗羽名義）[21]
- キャラクターソング「Love Lover」、「With You」、「HeartbeatOME」(ゲーム「ラストオリジン」/ブラックハウンド)